# Genneville
Genneville település Franciaországban, Calvados megyében. Lakosainak száma 819 fő (2022. január 1.). Genneville Ablon, Fourneville, Gonneville-sur-Honfleur, Quetteville, Saint-Benoît-d’Hébertot és Le Theil-en-Auge községekkel határos.

## Népesség
A település népessége az elmúlt években az alábbi módon változott:
| Lakosok száma | 334  | 468  | 472  | 702  | 782  | 791  | 827  | 835  | 844  | 819  |
|               | 1968 | 1982 | 1990 | 2006 | 2013 | 2015 | 2017 | 2019 | 2020 | 2022 |